# Las Golondrinas, San Luis Potosí
Las Golondrinas är en ort i Mexiko.   Den ligger i kommunen San Nicolás Tolentino och delstaten San Luis Potosí, i den centrala delen av landet, 300 km norr om huvudstaden Mexico City. Las Golondrinas ligger 1 161 meter över havet och antalet invånare är 120.
Terrängen runt Las Golondrinas är huvudsakligen kuperad. Las Golondrinas ligger nere i en dal. Runt Las Golondrinas är det glesbefolkat, med 10 invånare per kvadratkilometer. Närmaste större samhälle är San Nicolás Tolentino, 18,6 km nordväst om Las Golondrinas. Trakten runt Las Golondrinas består i huvudsak av gräsmarker.